# Cashanova Bulhar
Matěj Kratejl (*24. červen 1994, Praha), spíše známý jako Ca$hanova Bulhar (Kasanova Bulhar), je český rapper z Prahy. Je členem uskupení Dvojlitrboyzz (2L Boyzz). Nejdříve proslul rapováním o fotbalovém prostředí a zejména singlem „Swag Martin Fenin“. Později za své hlavní téma pojal nezřízený hédonismus. Texty jeho písní jsou plné večírků, alkoholu a krátkodobých vztahů a hemží se postavami, které mrhají svým bohatstvím i talentem. S těmito tématy prorazil na EP TIMBERLAKETRAPPED (2019), albech rap disco revoluce (2020), THUG LOVE SOFIA (2020) a Romeo (2021) a dalších. Je známý také pro své spolupráce s rapperem Labellem, se kterým měl v letech 2019 až 2024 i podcast OFFSEASON. 

## Kariéra
Ca$hanova Bulhar debutoval mixtapem Hood Celebrity z roku 2016, který byl zveřejněn na SoundCloudu. Více pozornosti vzbudil ale až s dalším mixtapem Hood Celebrity 2 (2018), a to zejména díky virálnímu singlu „Swag Martin Fenin“, který je komentářem k chování fotbalisty Martina Fenina. Fotbalové tematice bylo zasvěceno i EP Off Season, jehož titulní singl vyvoval kontroverzi kvůli sloce teplického fotbalisty Tomáše Kučery, který se obul do místopředsedy FAČR Romana Berbra a bývalého předsedy FAČR Miroslava Pelty. Kučera dostal za svou účast na písni od disciplinární komise FAČR pokutu za znevažování českého fotbalu. V roce 2019 vydal závěrečný díl mixtapové trilogie Hood Celebrity 3. V roce 2019 začal spolu s rapperem Labellem podcast o fotbalu s názvem OFFSEASON.
Na konci roku 2019 vydal EP TIMBERLAKETRAPPED, na kterém se odklonil od svých dřívějších témat, EP se setkalo s velkým úspěchem a singl Zrovna jí to najelo s Labellem měl k datu 20. srpna 2022 přes šest milionů streamů. 
Na jaře roku 2020 vyšlo jeho ceněné album rap disco revoluce, které je inspirované životopisnou knihou Ivana Jonáka, kontroverzního českého podnikatele z 90. let 20. století vlastnícího podnik Discoland Sylvie, album je bez jediného hosta a je oceňováno. Ke konci roku 2020 vyšlo jeho další album THUG LOVE SOFIA, na albu se objevili hosti jako Nik Tendo, Yzomandias, Smack One nebo Patrik LOVE ICY L. 
V polovině roku 2021 vyšel další projekt s názvem Romeo, na kterém byl jediný host a to jeho kolega Labello. Deska se setkala s částečně pozitivním přijetím, ale i výraznou kritikou na sociálních sítích, odůvodněnou tím že Ca$hanova Bulhar nemění styl skladeb a celé album zní stejně.[zdroj?]
O rok později vydává album Dripolar, na albu se objevili hosti jako Yzomandias, Smack, Robin Zoot, nebo Patrik LOVE ICY L. Album se setkalo se značnou kritikou, opět odůvodněnou s tím že celé album zní stejně a Bulhar se zmiňuje jen o penězích a „swagu“.[zdroj?] Na konci roku 2022 vydal pokračování úspěšného EP TIMBERLAKETRAPPED  s celkem 6 tracky, kdy se na albu objevil znovu jako host Labello nebo zcela poprvé bulharský rapper Bobo Armani. 
V prosinci 2023 vyšlo jeho páté studiové album s názvem Flex Symbol. V říjnu 2024 následovalo album Swag Side Story. Jako další album v roce 2025 následuje CA$HFLOW, kde se objevuje Patrik Love Icy L a SIMILIVINLIFE.

## Osobní život
Jeho otcem je Michael Kratejl, který hrál ve studentském filmu Igora Chauna Nejkrásnější portrét z roku 1988. Jeho rodina má původně bulharské kořeny z matčiny strany.

## Diskografie

### Studiová alba
| Rok  | Album                                                                                 | Nejvyšší umístění v hitparádě | Nejvyšší umístění v hitparádě | Ocenění             |
| Rok  | Album                                                                                 | CZ TOP 100                    | SK TOP 100                    | Ocenění             |
| ---- | ------------------------------------------------------------------------------------- | ----------------------------- | ----------------------------- | ------------------- |
| 2020 | rap disco revoluce - Vydáno: 19. května 2020 - Vydavatel: Mike Roft, Warner Music     | 1                             | 71                            | CZ: platinová deska |
| 2020 | THUG LOVE SOFIA - Vydáno: 10. listopadu 2020 - Vydavatel: Dvojlitrboyzz, Warner Music | 3                             | 18                            | CZ: platinová deska |
| 2021 | Romeo - Vydáno: 7. června 2021 - Vydavatel: Dvojlitrboyzz, Warner Music               | 1                             | 16                            |                     |
| 2022 | Dripolar - Vydáno: 20. června 2022 - Vydavatel: Dvojlitrboyzz, Warner Music           | 1                             | 20                            |                     |
| 2023 | Flex Symbol - Vydáno: 24. prosince 2023 - Vydavatel: Dvojlitrboyzz, Warner Music      | 2                             | 74                            |                     |
| 2024 | Swag Side Story - Vydáno: 20. října 2024 - Vydavatel: Dvojlitrboyzz, Warner Music     | 2                             | 44                            |                     |
| 2025 | Ca$hflow - Vydáno: 9. června 2025 - Vydavatel: Dvojlitrboyzz, Warner Music            | 3                             | 60                            |                     |

### Mixtapy
- 2016 – Hood Celebrity
- 2018 – Hood Celebrity 2
- 2019 – Hood Celebrity 3

### EP
- 2018 – Off Season
- 2019 – TIMBERLAKETRAPPED
- 2022 – TIMBERLAKETRAPPED 2

### Singly
| Rok  | Název písně                                    | Pozice v žebříčcích | Pozice v žebříčcích  | Pozice v žebříčcích | Počet streamů | Počet streamů | Album                      |
| Rok  | Název písně                                    | CZ Digital Top 100  | CZ Digital Top 50 CZ | SK Digital Top 100  | YouTube       | Spotify       | Album                      |
| ---- | ---------------------------------------------- | ------------------- | -------------------- | ------------------- | ------------- | ------------- | -------------------------- |
| 2018 | „Airport směr Sofie“                           | —                   | —                    | —                   | 401 tisíc     | 880 tisíc     | Hood Celebrity 2 (mixtape) |
| 2018 | „Sick Day“                                     | —                   | —                    | —                   | 161 tisíc     | 398 tisíc     | Hood Celebrity 2 (mixtape) |
| 2018 | „Swag Martin Fenin“                            | —                   | —                    | —                   | 1,1 mil.      | 4 mil.        | Hood Celebrity 2 (mixtape) |
| 2018 | „Off Season“ (ft. Labello a TK27)              | —                   | —                    | —                   | 2,1 mil.      | 3,2 mil.      | Off Season (EP)            |
| 2019 | „MVP“ (ft. Icy L)                              | —                   | —                    | —                   | 995 tisíc     | 1,3 mil.      | Off Season (EP)            |
| 2019 | „Primitivo“                                    | —                   | —                    | —                   | 324 tisíc     | 643 tisíc     | Hood Celebrity 3 (mixtape) |
| 2019 | „Dej mi cash“                                  | —                   | —                    | —                   | 302 tisíc     | 509 tisíc     | Hood Celebrity 3 (mixtape) |
| 2019 | „Místní odchovanec“                            | —                   | —                    | —                   | 557 tisíc     | 816 tisíc     | Hood Celebrity 3 (mixtape) |
| 2019 | „Zkurveně sám“ (ft. Luisa)                     | —                   | —                    | —                   | 425 tisíc     | 976 tisíc     | Hood Celebrity 3 (mixtape) |
| 2019 | „Zrovna jí to najelo“ (ft. Labello)            | 9                   | 3                    | —                   | 429 tisíc.    | 13 mil.       | TIMBERLAKETRAPPED (EP)     |
| 2019 | „Sem sober“                                    | 37                  | 10                   | —                   | 1,5 mil.      | 7 mil.        | TIMBERLAKETRAPPED (EP)     |
| 2019 | „Every Day“                                    | 92                  | 41                   | —                   | —             | 1,5 mil.      | TIMBERLAKETRAPPED (EP)     |
| 2019 | „Párty u mě doma“ (ft. Sámer Issa)             | 98                  | 49                   | —                   | —             | 1,7 mil.      | TIMBERLAKETRAPPED (EP)     |
| 2019 | „Neni to moje vina“                            | 41                  | 13                   | —                   | —             | 4,6 mil.      | TIMBERLAKETRAPPED (EP)     |
| 2019 | „Groupies Have Feelings Too“                   | 97                  | 43                   | —                   | —             | 1,3 mil.      | TIMBERLAKETRAPPED (EP)     |
| 2020 | „Hadi“                                         | 13                  | 3                    | —                   | 1,1 mil.      | 2,5 mil.      | rap disco revoluce         |
| 2020 | „Jsme jenom fakani“                            | 11                  | 2                    | —                   | —             | 4,1 mil.      | rap disco revoluce         |
| 2020 | „Sex disco revoluce“                           | 25                  | 8                    | —                   | —             | 1,9 mil.      | rap disco revoluce         |
| 2020 | „Totti“                                        | 44                  | 13                   | —                   | —             | 1,1 mil.      | rap disco revoluce         |
| 2020 | „Discoland Flex“                               | 62                  | 22                   | —                   | —             | 1,3 mil.      | rap disco revoluce         |
| 2020 | „Alfa Romeo“                                   | 74                  | 26                   | —                   | —             | 830 tisíc     | rap disco revoluce         |
| 2020 | „RnB King“                                     | 58                  | 21                   | —                   | —             | 1,2 mil.      | rap disco revoluce         |
| 2020 | „Kanonýr“                                      | 78                  | 29                   | —                   | —             | 1,4 mil.      | rap disco revoluce         |
| 2020 | „De to i bez lajn“                             | 72                  | 25                   | —                   | —             | 1,2 mil.      | rap disco revoluce         |
| 2020 | „Henny“                                        | 99                  | 40                   | —                   | —             | 793 tisíc     | rap disco revoluce         |
| 2020 | „Chtěla bys mě mít“                            | —                   | 44                   | —                   | —             | 761 tisíc     | rap disco revoluce         |
| 2020 | „Poslední cigáro“                              | 97                  | 38                   | —                   | —             | 958 tisíc     | rap disco revoluce         |
| 2020 | „V noci hrajem bedny“                          | —                   | 45                   | —                   | —             | 1 mil.        | rap disco revoluce         |
| 2020 | „Kolaps“                                       | 35                  | 16                   | —                   | 444 tisíc     | 1 mil.        | —                          |
| 2020 | „Dinero“ (ft. Smack One)                       | 16                  | 14                   | —                   | 858 tisíc     | 1,8 mil.      | THUG LOVE SOFIA            |
| 2020 | „Hella Fuego“                                  | 15                  | 13                   | —                   | 508 tisíc     | 1,4 mil.      | THUG LOVE SOFIA            |
| 2020 | „Dlouhý noci“ (ft. Nik Tendo)                  | 6                   | 5                    | —                   | —             | 7,8 mil.      | THUG LOVE SOFIA            |
| 2020 | „Ice Cold“ (ft. Labello)                       | 22                  | 18                   | —                   | —             | 1,2 mil.      | THUG LOVE SOFIA            |
| 2020 | „Stokujeme blok“ (ft. Robin Zoot)              | 14                  | 11                   | —                   | —             | 2,1 mil.      | THUG LOVE SOFIA            |
| 2020 | „Hajduk drip“                                  | 31                  | 22                   | —                   | —             | 952 tisíc     | THUG LOVE SOFIA            |
| 2020 | „Guapcína“ (ft. Yzomandias)                    | 12                  | 10                   | —                   | —             | 1,5 mil.      | THUG LOVE SOFIA            |
| 2020 | „Každej chce bejt fam“                         | 35                  | 25                   | —                   | —             | 865 tisíc     | THUG LOVE SOFIA            |
| 2020 | „Backstage“ (ft. Patrik Love Icy L)            | 26                  | 21                   | —                   | —             | 1,7 mil.      | THUG LOVE SOFIA            |
| 2020 | „Burberry Bag“                                 | 48                  | 34                   | —                   | —             | 952 tisíc     | THUG LOVE SOFIA            |
| 2020 | „Modafen“ (ft. Luca Brassi10x)                 | 47                  | 33                   | —                   | —             | 1,1 mil.      | THUG LOVE SOFIA            |
| 2020 | „Co ti je“                                     | 54                  | 37                   | —                   | —             | 801 tisíc     | THUG LOVE SOFIA            |
| 2020 | „Thug Love Sofia - 2014“                       | 46                  | 32                   | —                   | —             | 1,1 mil.      | THUG LOVE SOFIA            |
| 2021 | „Zlatej kluk“                                  | 4                   | 1                    | —                   | 1,5 mil.      | 4,5 mil.      | —                          |
| 2021 | „Beckham“                                      | 13                  | 3                    | —                   | 395 tisíc     | 1,8 mil.      | Romeo                      |
| 2021 | „Mizim v davu“                                 | 10                  | 1                    | —                   | —             | 5 mil.        | Romeo                      |
| 2021 | „Bony a Drip“                                  | 18                  | 6                    | —                   | —             | 912 tisíc     | Romeo                      |
| 2021 | „Praha 90210“                                  | 17                  | 5                    | —                   | —             | 1,5 mil.      | Romeo                      |
| 2021 | „High to Low“                                  | 27                  | 10                   | —                   | —             | 762 tisíc     | Romeo                      |
| 2021 | „Celý ráno prší“                               | 24                  | 9                    | —                   | —             | 1,1 mil.      | Romeo                      |
| 2021 | „Roteiro“                                      | 20                  | 8                    | —                   | 190 tisíc     | 1,2 mil.      | Romeo                      |
| 2021 | „Leon Goretzka“ (ft. Labello)                  | 31                  | 11                   | —                   | —             | 862 tisíc     | Romeo                      |
| 2021 | „Všechno je fádní“                             | 42                  | 15                   | —                   | —             | 717 tisíc     | Romeo                      |
| 2021 | „Luna“                                         | 19                  | 7                    | —                   | —             | 1,6 mil.      | Romeo                      |
| 2021 | „On Air“                                       | 49                  | 19                   | —                   | —             | 675 tisíc     | Romeo                      |
| 2021 | „U wish“                                       | 48                  | 18                   | —                   | —             | 710 tisíc     | Romeo                      |
| 2022 | „Squadra Azzura“                               | 8                   | 4                    | —                   | 692 tisíc     | 3,5 mil.      | —                          |
| 2022 | „Halleluyah“ (ft. Yzomandias)                  | 10                  | 6                    | —                   | 897 tisíc     | 3,2 mil.      | Dripolar                   |
| 2022 | „Lvcrimosa“                                    | 13                  | 8                    | —                   | —             | 3,5 mil.      | Dripolar                   |
| 2022 | „Čistá práce“ (ft. Smack)                      | 16                  | 10                   | —                   | —             | 1,9 mil.      | Dripolar                   |
| 2022 | „Magic City“ (ft. flex53)                      | 23                  | 14                   | —                   | —             | 1,9 mil.      | Dripolar                   |
| 2022 | „Rich“ (ft. Hasan)                             | 24                  | 15                   | —                   | —             | 1,4 mil.      | Dripolar                   |
| 2022 | „Blade“                                        | 27                  | 16                   | —                   | —             | 967 tisíc     | Dripolar                   |
| 2022 | „Touchdown“ (ft. Robin Zoot)                   | 30                  | 18                   | —                   | —             | 766 tisíc     | Dripolar                   |
| 2022 | „Bandana“ (ft. Patrick Love ICY L)             | 41                  | 22                   | —                   | —             | 1 mil.        | Dripolar                   |
| 2022 | „Hood Paradise 2 (2016)“ (ft. Czonka)          | 45                  | 24                   | —                   | —             | 1,2 mil.      | Dripolar                   |
| 2022 | „Fully Loaded“                                 | 53                  | 28                   | —                   | —             | 642 tisíc     | Dripolar                   |
| 2022 | „LV Belt“                                      | 57                  | 30                   | —                   | —             | 674 tisíc     | Dripolar                   |
| 2022 | „Juicy“                                        | 59                  | 32                   | —                   | —             | 645 tisíc     | Dripolar                   |
| 2022 | „Praha den a noc“                              | 14                  | 7                    | —                   | —             | 9,5 mil.      | TIMBERLAKETRAPPED 2 (EP)   |
| 2022 | „A Milli“ (ft. Bobo Armani)                    | 41                  | 21                   | —                   | —             | 1,7 mil.      | TIMBERLAKETRAPPED 2 (EP)   |
| 2022 | „Madagaskár“                                   | 18                  | 8                    | —                   | —             | 6 mil.        | TIMBERLAKETRAPPED 2 (EP)   |
| 2022 | „Konečná“                                      | 24                  | 11                   | —                   | —             | 4 mil.        | TIMBERLAKETRAPPED 2 (EP)   |
| 2022 | „2L Mafia“                                     | 58                  | 29                   | —                   | —             | 1,6 mil.      | TIMBERLAKETRAPPED 2 (EP)   |
| 2022 | „Fun Times“ (ft. Labello)                      | 47                  | 26                   | —                   | 216 tisíc     | 1,7 mil.      | TIMBERLAKETRAPPED 2 (EP)   |
| 2023 | „Swagged to Death“                             | 27                  | 21                   | —                   |               | 2 mil.        | Flex Symbol                |
| 2023 | „Taboo“ (ft. Patrick Love ICY L)               | 28                  | 22                   | —                   |               | 1,9 mil.      | Flex Symbol                |
| 2023 | „Zlatý časy“                                   | 33                  | 25                   | —                   |               | 1,4 mil.      | Flex Symbol                |
| 2023 | „I am Him“                                     | 45                  | 33                   | —                   |               | 1,4 mil.      | Flex Symbol                |
| 2023 | „Spadla klec“                                  | 58                  | 41                   | —                   |               | 812 tisíc     | Flex Symbol                |
| 2023 | „BeReal“                                       | 69                  | 44                   | —                   |               | 813 tisíc     | Flex Symbol                |
| 2023 | „2:30“                                         | 82                  | 50                   | —                   |               | 843 tisíc     | Flex Symbol                |
| 2024 | „Ascendent“                                    | 18                  | 10                   | —                   |               |               | Swag Side Story            |
| 2024 | „Jazda“ (ft. Calin)                            | 19                  | 11                   | —                   |               |               | Swag Side Story            |
| 2024 | „Mamba“                                        | 32                  | 22                   | —                   |               |               | Swag Side Story            |
| 2024 | „U Sudu“                                       | 37                  | 26                   | —                   |               |               | Swag Side Story            |
| 2024 | „Bad Dayzz“ (ft. Dollar Prync)                 | 58                  | 35                   | —                   |               |               | Swag Side Story            |
| 2024 | „Last Dance“ (ft. Sergei Barracuda)            | 64                  | 39                   | —                   |               |               | Swag Side Story            |
| 2024 | „IDGAF (2014)“                                 | 74                  | 42                   | —                   |               |               | Swag Side Story            |
| 2024 | „Bodycount“                                    | 77                  | 45                   | —                   |               |               | Swag Side Story            |
| 2024 | „Pistol in the Party“ (ft. Patrick Love ICY L) | 80                  | 48                   | —                   |               |               | Swag Side Story            |

Počty streamů na YouTube je k 27. 12. 2023. Počty streamů na Spotify je k 24. 10. 2024.